# Flint Generals (1993–2010)
Die Flint Generals waren eine US-amerikanische Eishockeymannschaft aus Flint, Michigan. Das Team spielte von 1993 bis 2010 in der International Hockey League (von 1993 bis 1997 Colonial Hockey League, von 1997 bis 2007 United Hockey League).

## Geschichte
Die Mannschaft wurde 1993 als Franchise der Colonial Hockey League gegründet. In der Stadt ersetzte sie die im gleichen Jahr aufgelösten Flint Bulldogs. Seinen Namen wählte das Team in Anlehnung an das gleichnamige Team, das von 1969 bis 1985 in der International Hockey League aktiv war. In den folgenden 17 Jahren spielten sie ausschließlich in der Colonial Hockey League sowie deren Nachfolgeligen United Hockey League und International Hockey League. In diesem Zeitraum gewannen sie je zwei Mal den Colonial Cup, die Meisterschaft der CoHL bzw. UHL (1996 und 2000) sowie den Tarry Cup als punktbeste Mannschaft der regulären Saison (1996 und 1997). Des Weiteren scheiterten sie 1997 und 1998 jeweils im Playoff-Finale um den Colonial Cup an den Quad City Mallards sowie zuletzt in der Saison 2009/10 im Finale um den Turner Cup an den Fort Wayne Komets. Daraufhin wurde das Team aufgelöst.
In der Saison 1994/95 fungierte das Team als Farmteam der Chicago Blackhawks und der New Jersey Devils.

## Team-Rekorde

### Karriererekorde
Spiele: 470  Jim Duhart
Tore: 356  Kevin Kerr
Assists: 455  Brian Sakic
Punkte: 674  Kevin Kerr
Strafminuten: 1421  Kevin Kerr

## Bekannte Spieler und Trainer
- Kevin Kerr
- Brett MacDonald
- Jason Muzzatti
- Bryan Smolinski